# Manuscrit Einsiedeln 121

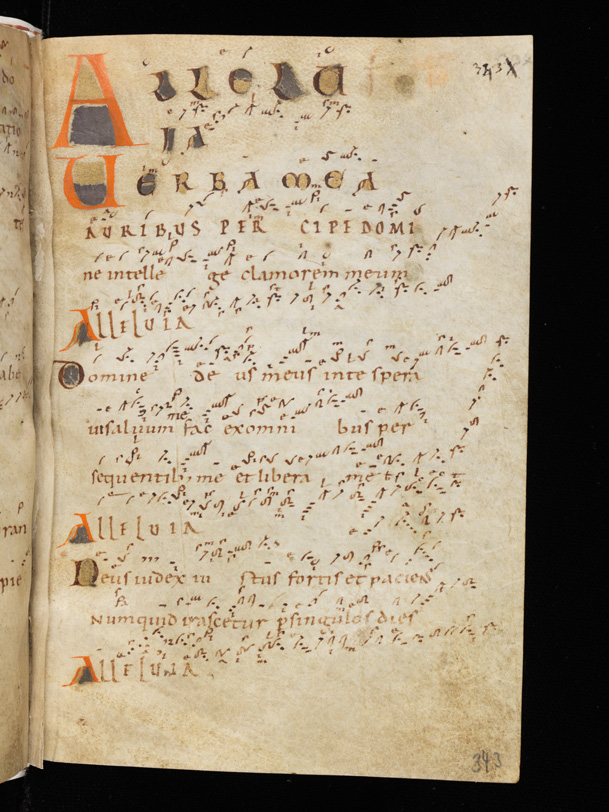
Fol. 343, première page des alléluias (Alleluia quales volueris). La qualité de l'écriture est exceptionnelle.

Le manuscrit Einsiedeln 121 est celui d'un graduel en grégorien, conservé auprès de l'abbaye territoriale d'Einsiedeln. Attribué au Xe siècle d'après des études récentes, ce graduel complet issu de la famille sangallienne est de nos jours considéré comme un de meilleurs manuscrits grégoriens, avec le cantatorium de Saint-Gall ainsi que le manuscrit Laon 239.
D'ailleurs, les neumes de ce manuscrit de très bonne qualité sont indispensables, non seulement en faveur de la restauration correcte du chant grégorien mais également pour l'exécution sémiologique.

## Histoire

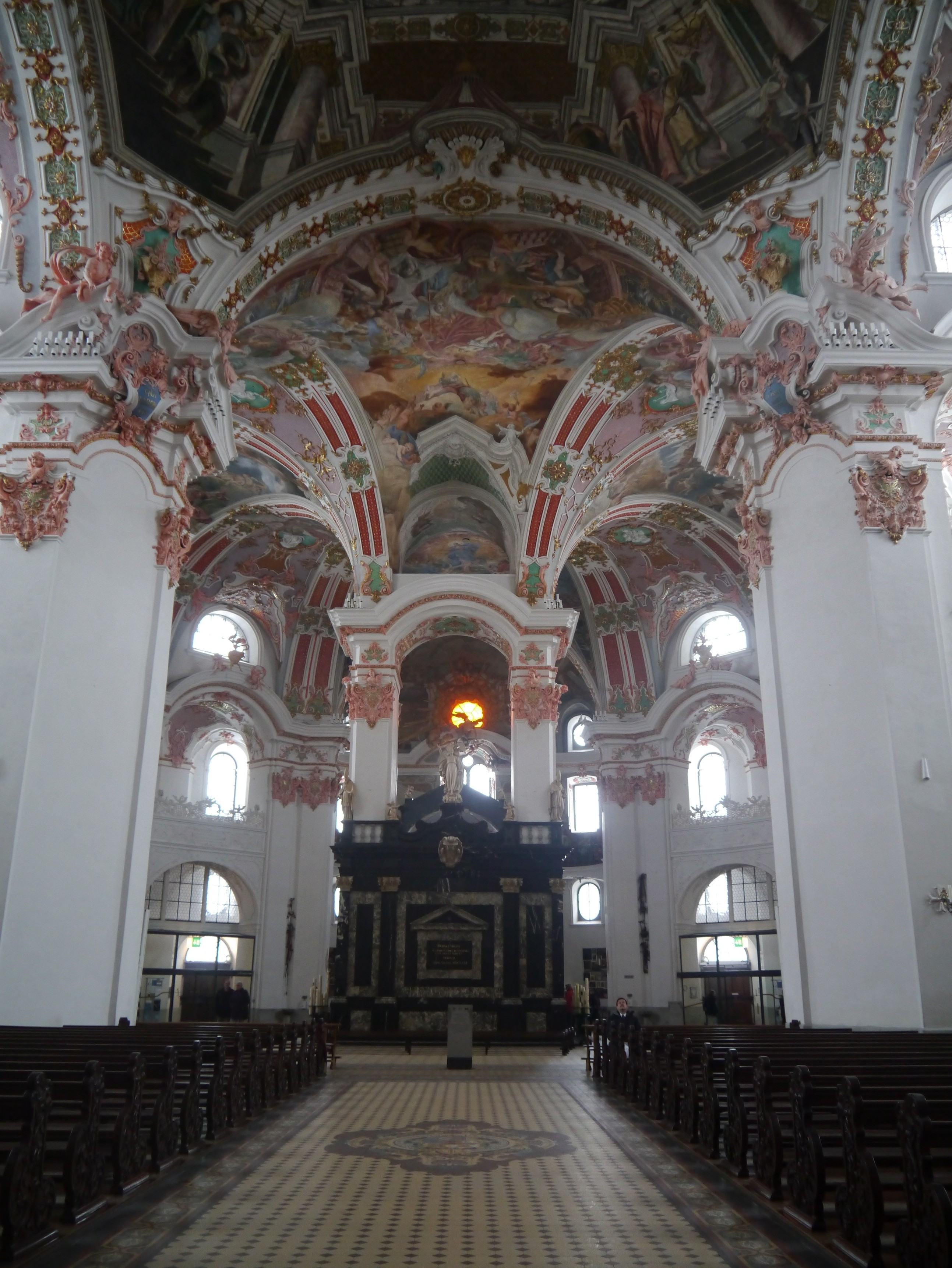
Abbaye d'Einsiedeln.

Selon le calendrier dans le manuscrit Einsiedeln 121, celui-ci fut copié entre 964 et 971.
Le document était conservé dans la bibliothèque de l'abbaye territoriale d'Einsiedeln, sans quitter le lieu ni subir la modification. En effet, auprès de la congrégation de l'abbaye de Saint-Gall, une légende racontait que leur manuscrits en neumes les plus anciens et sans ligne n'étaient autres que les copiés d'un antiphonaire directement apporté par un chantre du Rome qui s'appelait Romain, et issu du manuscrit de saint Grégoire Ier.

« Le Premier volume publié [en 1889] fut un Antiphonale Missarum (142 pages in-4°) de la Bibliothèque de cette abbaye de Saint-Gall qui reçut directement de Rome, vers 790, le chant romain. »

— Mémoire de l'abbé Dom Paul Delatte de Solesmes expédié en 1901 au pape Léon XIII, But de la Paléographie musicale
Donc, les restaurateurs du chant grégorien bénéficiaient, à cette époque-là, de cette autorité des manuscrits de la famille sangallienne d'après la légende, afin de justifier leur restauration.
Le premier pas important de la présentation du manuscrit 121 fut effectué en 1872 par un musicologue allemand Michael Hermesdorff († 1885). Il s'agissait des fac-similés à la main publiés dans sa revue consacrée à la musique liturgique Cäcilia.
Ce manuscrit était effectivement connu à la fin du XIXe siècle, après que Dom André Mocquereau de l'abbaye Saint-Pierre de Solesmes publia ses facsimilés phototypiques du graduel en 1894, sous autorisation de l'abbé d'Einsiedeln. Cette fois-ci, en tant que tome IV de la série Paléographie musicale. D'une part, en sortant les tomes II et III afin de battre l'Édition néo-médicéenne de Ratisbonne, Dom Mocquereau avaient consulté plus de 200 manuscrits conservés dans les archives en Europe. Si bien qu'il connaissait la valeur de ce manuscrit. 
D'autre part, l'abbaye d'Einsiedeln avait accueilli auparavant Dom Anselm Joseph Alois Schubiger († 1888), ancien élève de son école. Ce prêtre, musicologue, maître de chœur de l'abbaye et compositeur, avait sorti en 1858 son œuvre Die Sängerschule St. Gallens vom 8. bis 12. Jahrhundert (L'École de chant de Saint-Gall du VIIIe au XIIe siècle). Cette œuvre soulignait déjà la qualité de l'Antiphonarium missæ d'Einsiedeln et du recueil de séquences de Notker. 

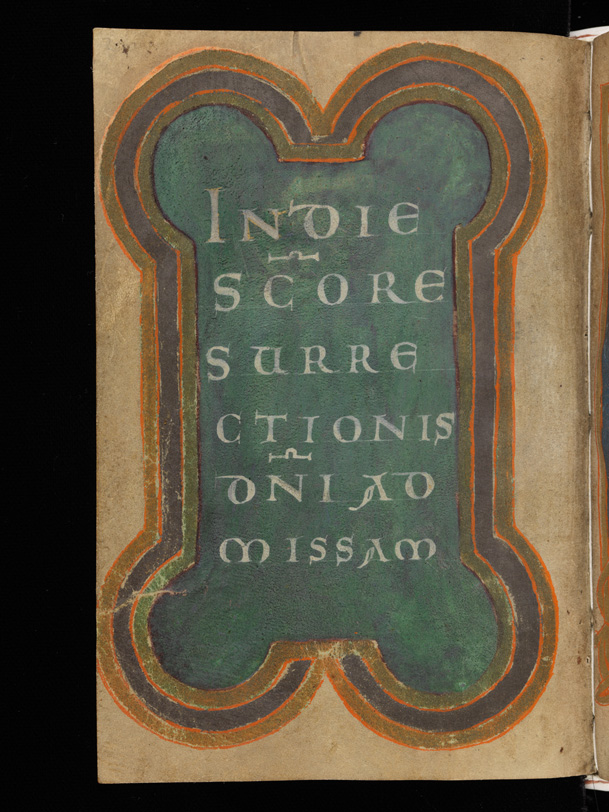
Fol. 204 « In die
S[AN]C[T]O Resurrectionis
D[OMI]NI ad missam ».

De sorte que le chant grégorien rétablisse sa propre nature, il fallut attendre une nouvelle science, sémiologie grégorienne, créée par Dom Eugène Cardine dans les années 1950. Ce moine de Solesmes s'apercevait de plus en plus que les neumes les plus anciens cachent une immense information en faveur de l'interprétation. Il s'agit quasiment de l'enregistrement écrit. À la suite de cette découverte, le graduel d'Einsiedeln devint définitivement celui que l'on doit consulter obligatoirement pour la restauration et l'interprétation. En tant que professeur de l'Institut pontifical de musique sacrée à Rome, Dom Cardine avait chargé à ses disciples d'étudier ce manuscrit grâce auxquels quelques thèses distinguées furent achevées. Ainsi, celle de Johannes Berchmans Göschl était intitulée Der isolierte Scandicus mit Neumentrenmung nach der Kopfnote, verglichen mit dem isolierten Quilisma-Scandicus, im Lichte der Codices Einsiedeln 121 und Laon 239 (1974). Dom Göschl, connaissant effectivement ce manuscrit, est actuellement non seulement le président de l'AISCGre mais aussi le responsable de la rédaction du Graduale novum du Vatican.
Au regard de l'origine du manuscrit, depuis le XIXe siècle, les spécialistes considéraient certes que le manuscrit fut un peu tardivement copié. Ainsi, Dom Mocquereau attribuait le graduel au Xe ou XIe siècle dans la Paléographie musicale. Dom Cardine, quant à lui, conclut sa fabrication au XIe siècle. Toutefois, les études approfondies et récentes confirmèrent que le graduel avait certainement été copié à l'abbaye d'Einsiedeln, et non ailleurs, ainsi que vers 964 - 971 en faveur du troisième abbé Ian Gregor (Grégoire), originaire de l'Angleterre. Une autre légende attribuait cet abbé à la famille royale anglaise.
D'ailleurs, en 1894 déjà, Dom Mocquereau s'apercevait une écriture en allemand au début du manuscrit [lire en ligne] :

« Graduel du Saint, Révérendissime, Sérnissime en Dieu Prince & Seigneur Grégoire, Abbé de la vénérable maison de Dieu de Notre-Dame des Ermites, lequel a été un fils de roi d'Angleterre. En son honneur spécial & parce que Son Altesse se servait de ce livre avec zéle & dévotion, le Révérendissime en Dieu Prince & Seigneur Seigneur (herr herr) Ulrich, Abbé de cette Sainte maison de Dieu, a fait restaurer de nouveau & renouveler ce Graduel. — Fait le 12 juin A.D. 1597 »

Donc, le cantatorium de Saint-Gall était sans délai suivi du manuscrit d'Einsiedeln et on peut imaginer qu'à cette époque-là, il existait une immense évolution liturgique dans cette région.

## Table des matières

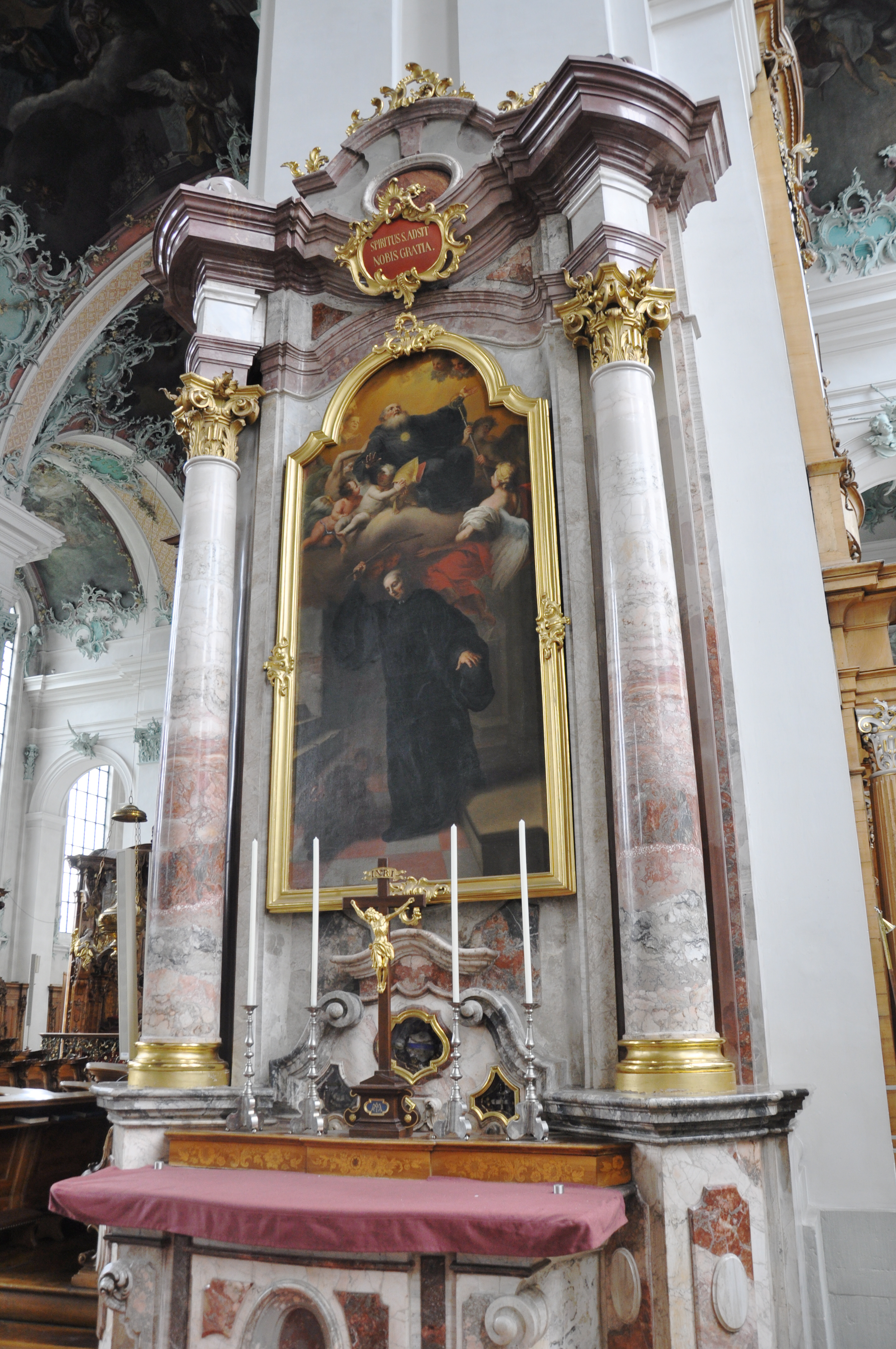
Autel de Notker au sein de l'abbaye de Saint-Gall.

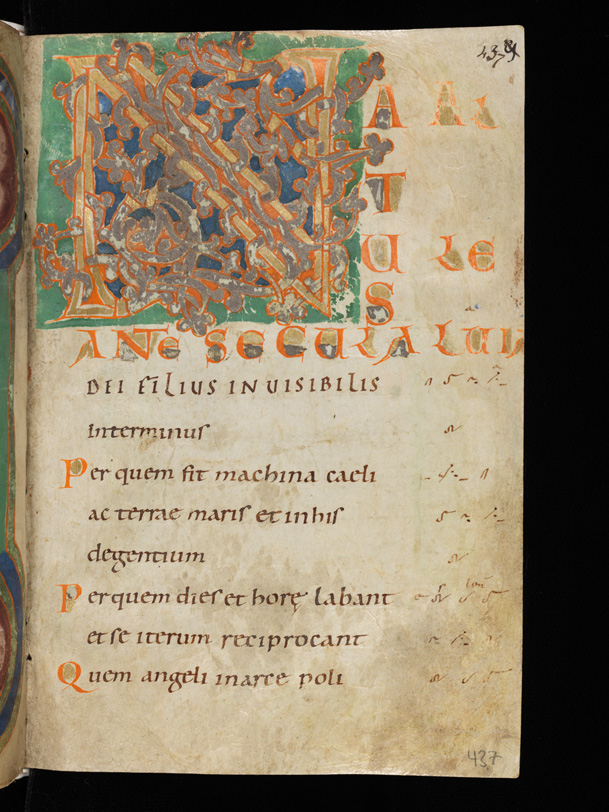
Fol. 437 : séquence Natus ante sæcula et Alleluia.

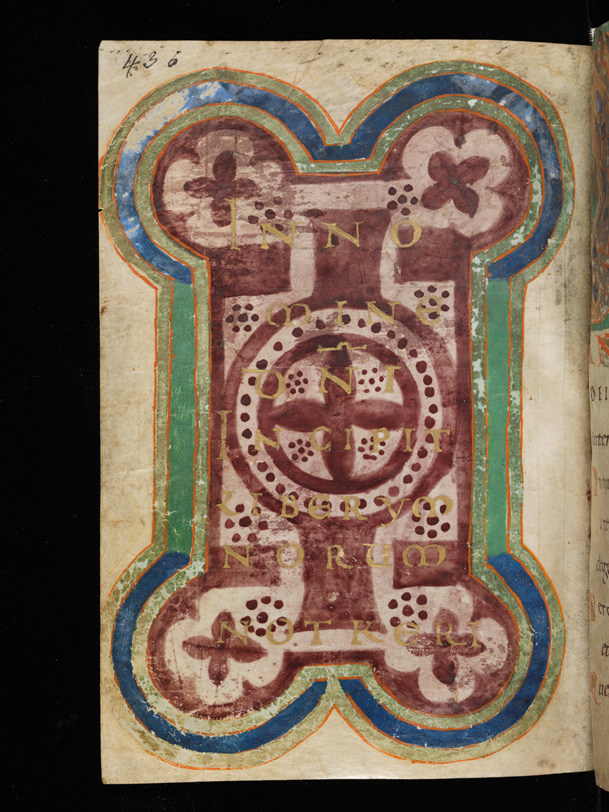
« In nomine Domini incipit liber ymnorum Notkeri » (lettres dorées, écriture de qualité).

Le manuscrit se compose de deux parties. La première est un graduel complet tandis que la deuxième se compose des séquences, notamment celles de Notker le Bègue, célèbre moine de l'abbaye de Saint-Gall († 912).
- fol. 1 - 428 : graduel [lire en ligne]
  - fol. 343 - 370 : alléluias et ses versets supplémentaires [lire en ligne]

fol. 343 : voir ci-dessus
En comparaison d'autres chants monodiques, le chant grégorien se distingue de la richesse de son répertoire. Notamment, de nombreux manuscrits contient Alleluia quales volueris, à savoir un grand ensemble de cette louange jubilus selon lequel les chantres pouvaient sélectionner ceux qu'ils voulaient exécuter en faveur d'une fête particulière.
Le manuscrit 121, quant à lui, s'illustrait exceptionnellement de 10 alléluias suivis de deux versets au lieu d'un :
- -     1. verset I. In exitu ; verset II. Facta est
    2. I. Tu es Petrus ; II. Beatus es
    3. I. Angélus Domini ; II. Respondens
    4. I. Lætatus sum ; II. Stantes erant
    5. I. Laudate pueri ; II. Sit nomen Domini
    6. I. Nimis honorati ; II. Dinumerabo
    7. I. Pascha nostrum ; II. Epulemur
    8. I. Te decet hymnus ; II. Replebimur
    9. I. Venite exsultemus ; II. Præoccupemus
    10. I. Lauda Jerusalem ; II. Qui posuit

- (toujours graduel (antiennes psalmiques et bibliques en faveur de la messe, réservés aux solistes)) ; partie si précieuse, car, à la différence des antiennes des offices, celles de la messe ne restent pas nombreuses[eg 3],[sg 1]
  - fol. 372 - 427 : 147 antiennes pour l'introït, 110 en faveur de l'offertoire ainsi que 146 pour la communion[eg 3] [lire en ligne]
  - fol. 428 : messe votive
- fol. 429 - 599 : séquences de Notker de Saint-Gall (Liber ymnorum, œuvre de celui-ci)[pm4 3] ; il s'agit du témoignage des hymnes primitives[eg 4].
  - fol. 436 - 599 : hymnes[pm4 3] [lire en ligne]

« fol. 436 : In nomine Domini incipit liber ymnorum Notkeri »

## Caractéristiques

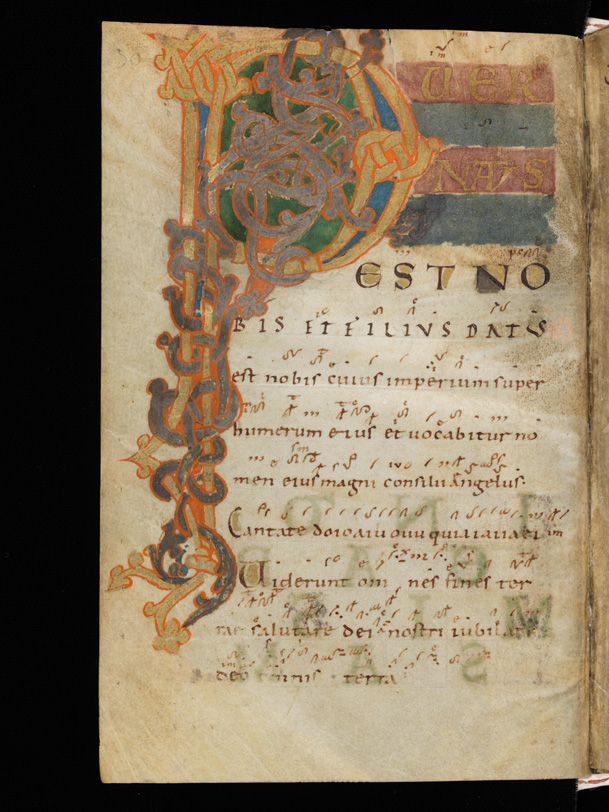
Puer natus est nobis, introït du jour de Noël, folio doré (vraisemblablement argent aussi, en raison de la célébration de la Nativité). Il s'agit d'un véritable trésor, scientifique ainsi qu'artistique. On peut observer plusieurs lettres significatives.

En 1967, en sortant son premier livre théorique de la sémiologie grégorienne, d'abord en italien, Dom Eugène Cardine, professeur de l'Institut pontifical de musique sacrée à Rome, écrivit et résumait : « Einsiedeln 121, Graduel de St-Gall, XIe s. C'est le plus important des manuscrits complets : il contient, en effet, avec les pièces du soliste, les antiennes d'Introït, d'Offertoire et de Communion. » 
Même de nos jours, l'appréciation pour ce manuscrit n'est changée jamais. Certes, le cantatorium de Saint-Gall demeure toujours le meilleur manuscrit grégorien. Toutefois, ce dernier ne contient que des chants réservés aux solistes, selon la caractéristique du livre. Au contraire, dans le Graduel 121, le répertoire authentique du chant grégorien se conserve parfaitement, à l'exception du premier folio perdu,. 
Plus précisément, d'abord, il s'agit non seulement d'un graduel complet mais aussi de celui qui conserve entièrement le répertoire grégorien authentiquement achevé. Par exemple, le Laon 239, également manuscrit distingué, fut graduellement modifié à la suite des additions considérables des liturgies locales, donc des chants tardives. Au regard du manuscrit Einsiedelin, le changement n'eut jamais été tenu ainsi. Sans aucun chant de liturgie locale, c'est un manuscrit purement authentique et aisément gardé.  
Ensuite, les mélodies qui se trouvent dans ce manuscrit aussi complètement authentiques. À mesure que les études sémiologiques étaient approfondies, les mélodies originales grégoriennes furent strictement rétablies. D'ailleurs, les manuscrits qui conservent celles-ci et ceux qui perdirent l'authenticité sont aujourd'hui bien distingués. Ainsi, après l'invention de (quatre) lignes, il n'existe que les deux documents qui gardent les mélodies authentiques, tel le Graduale Albiense. Le manuscrit d'Einsiedeln est l'un des livres de chant les plus corrects.    
Enfin, les textes s'y accompagnent pleinement et parfaitement des neumes sangalliens de très bonne qualité. De sorte qu'après la Sémiologie grégorienne (1967 en italien, 1978 en français) de Dom Cardine, les auteurs de plusieurs livres théoriques du chant grégorien n'hésitaient pas à copier ses neumes en tant que les meilleurs exemples, tel l'Introduction à l'interprétation du chant grégorien : principes fondamentaux de Luigi Agustoni et de Johannes Berchmans Goschöl (version française, 2001). Il s'agissait vraiment de fructueux travaux des moines d'Einsiedeln.  
Ce manuscrit est également d'une version de luxe. De fait, de nombreuses lettres sont colorées, parfois d'or, d'argent. Même le jubilus, à savoir alléluia, est en couleurs (voir ci-dessus). Comme, en 1597, l'abbaye attribuait l'origine de l'abbé Grégoire à la famille royale britannique, on peut expliquer aisément cette luxuriance. C'est la raison pour laquelle une édition allemande acheva en 1991 une publication en couleurs et imitant le format original, afin de reproduire la beauté du document. Ni le cantatorium de Saint-Gall ni le manuscrit Laon 239 ne possède cette valeur artistique.
Le manuscrit s'illustre également de son usage de la lettre significative, pour la précision de l'articulation. D'après l'étude de J. Smits van Waesberghe, il compte 32 587 lettres significatives. 

## Publication

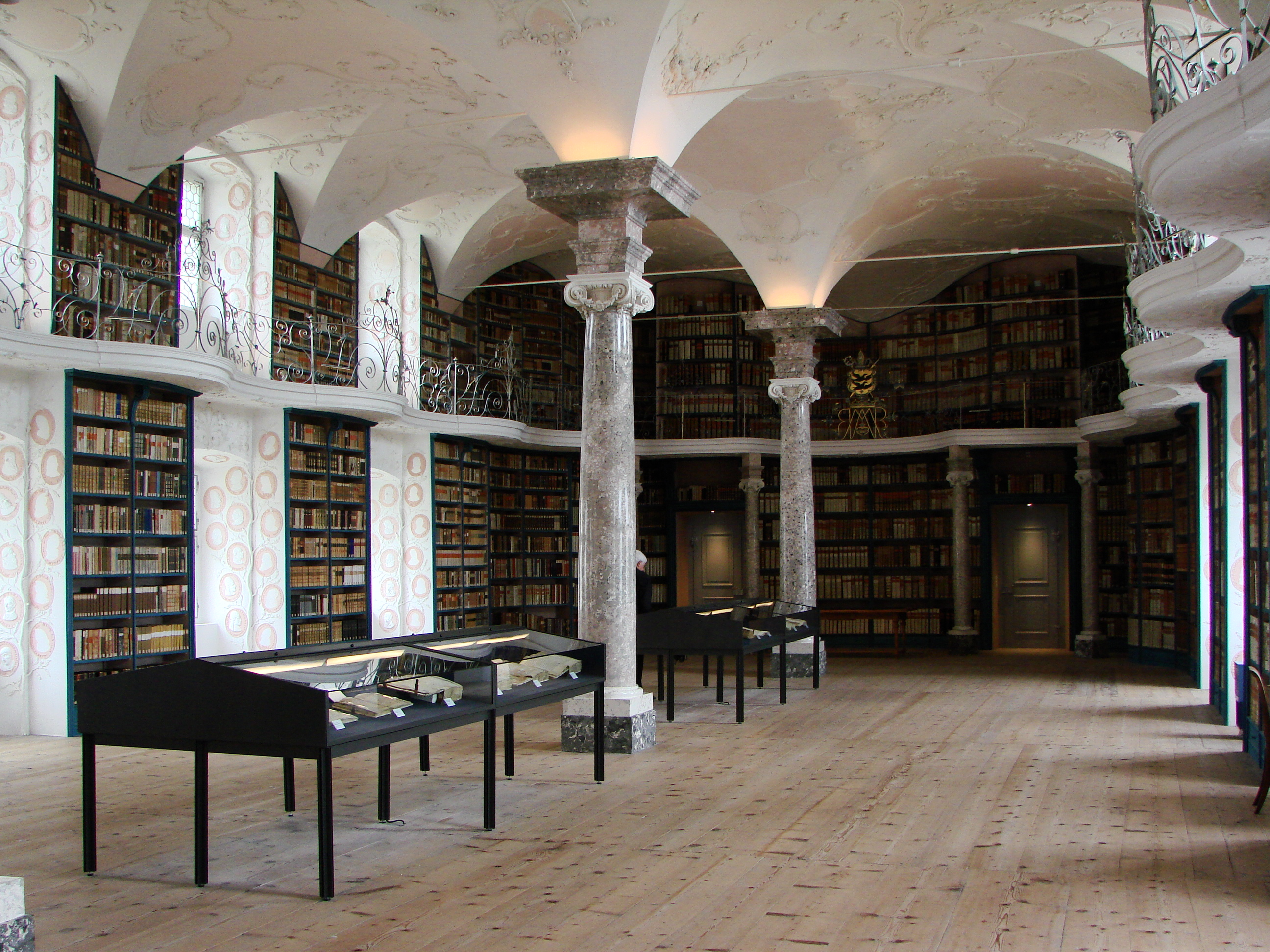
Bibliothèque de l'abbaye d'Einsiedeln.

### Fac-similés
- Cäcilia, 1872 n° 5, fac-similés à la main par Michael Hermesdorff, Trèves 1872[pm4 3]
- Paléographie musicale, tome IV, Le codex 121 de la bibliothèque d'Einsiedeln, Antiphonale missarum sancti Gregorii :

1. Imprimerie Saint-Pierre, Solesmes 1894 [lire en ligne]
2. Herbert Lang, Bern 1974 (réimpression)
3. Abbaye Saint-Pierre, Solesmes 1999  (ISBN 978-2-85274-145-4) 116 p. (reproduction)[12]

- Otto Lang (éd.) et le reste, Codex 121 Einsiedeln, Graduale und Sequenzen Notkers von St. Gallen, série Acta humaniora, 2 tomes dont un volume de commentaires, VCH, Weinheim 1991, 600 p.  (ISBN 978-3-527-17654-0)[11].

La publication de Solesmes est une version en noir et blanc et ne contient que le graduel alors que celle de l'édition VCH réalisa une reproduction complète en couleurs. Cette dernière respecte également le format original du manuscrit.

### Livres de chant

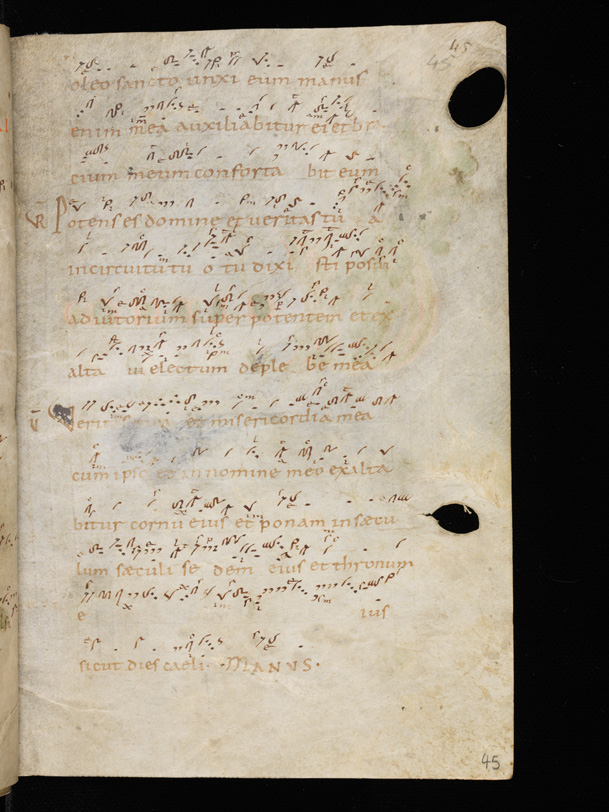
Fol. 45.

- Graduel neumé, Abbaye Saint-Pierre, Solesmes 1966  (ISBN 978-2-85274-012-9) 600 p. (reproduction)

Le manuscrit d'Einsiedeln est l'une de principales sources de neumes qui accompagnent les notations de l'Édition Vaticane. Il s'agissait, initialement, du graduel personnel de Dom Eugène Cardine, afin d'assister mieux aux offices quotidiens. En sortant son livre théorique de la sémiologie grégorienne, il considérait qu'il fallait un livre de chant accompagné des neumes propres et corrects. C'est pourquoi, tout d'abord, il décida de publier des fac-similés de son graduel. D'où, l'auteur y précisait que la manière critique n'était pas nécessairement établie.
- Graduale triplex, Abbaye Saint-Pierre, Solesmes 1979  (ISBN 978-2-85274-044-0) 926 p.

En faveur de ce livre de chant, Dom Rupert Fischer en qualité de membre de l'AISCGre sélectionna de meilleurs neumes sangalliens. Dans ce graduel critique, la notation en neumes issus d'Einsiedeln 121 se précise avec l'abréviation Exxx.
- Graduale novum, Con Brio et Libreria Editrice Vaticana, Ratisbonne et Vatican, depuis 2011

1. tome I, De dominicis et festis, 2011  (ISBN 978-3-940768-15-5) 538 p.

Rédaction confiée à l'AISCGre, le même principe est adopté pour cette édition officielle, remplaçant l'Édition Vaticane.

## Voir aussi

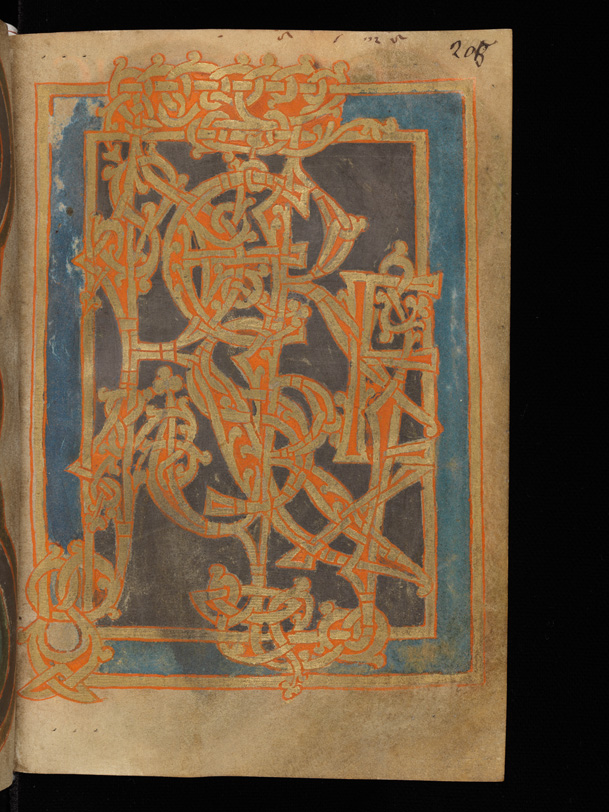
Fol. 205, encore doré.

### Fac-similé en ligne
- Bibliothèque de l'université de Fribourg : Einsiedeln codex 121 [lire en ligne]

### Notice

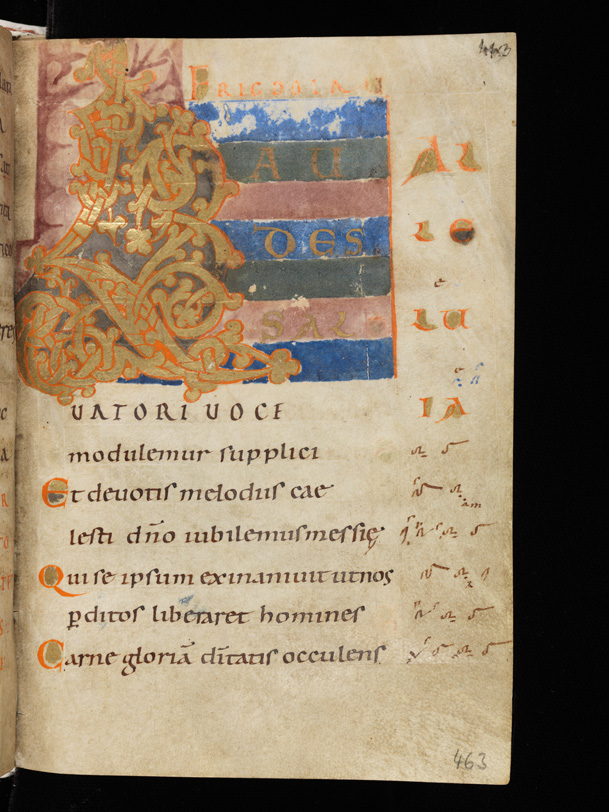
Fol. 463, Laudes salvatori voce et Alleluia.

- Bibliothèque nationale de France : Ms. codex 121 [lire en ligne]